# Atai
Atai – osada na Wyspach Cooka-terytorium stowarzyszonego z Nową Zelandią; na atolu Mitiaro; 72 mieszkańców (2006). Przemysł spożywczy.